# Utricularia podadena
Utricularia podadena — вид рослин із родини пухирникових (Lentibulariaceae).

## Біоморфологічна характеристика
Наземна трава. Ризоїди та столони численні. Листки нечисленні, розкидані на столонах, зворотно лопатоподібні, до 6 × ≈ 1 мм, 1-жилкові. Пастки нечисленні, яйцеподібні, ≈ 0.3 мм завдовжки; рот збоку. Суцвіття прямовисне, до 24 см завдовжки. Частки чашечки нерівні; верхня квадратна з верхівкою заокругленою, ≈ 2 мм завдовжки; нижня частка приблизно такої ж довжини, вузько довгаста з виїмчастою верхівкою. Віночок жовтий, ≈ 8 мм завдовжки; верхня губа поперечно довгаста, у 2–3 раза довша верхньої частки чашечки; нижня губа поперечно-еліптична з нечітко 3-лопатевою верхівкою; шпора пряма чи злегка вигнута, шилоподібна. Коробочка куляста, 1.5–2 мм завдовжки. Насіння численне, яйцеподібне, нечітко сітчасте.

## Середовище проживання
Зростає на півдні Малаві й півночі Мозамбіку.